# Великодолинська селищна територіальна громада
Великодолинська селищна територіальна громада — територіальна громада в Україні, у Одеському районі Одеської області. Утворена 17 липня 2020 року в результаті об'єднання Великодолинська селищної ради із Молодіжненською сільською радою. Адміністративний центр — с-ще Великодолинське. До складу громади входить одне селище Великодолинське і одне село Молодіжне.
Перші вибори відбулися 25 жовтня 2020 року.